# کتاب الآثار
کتاب الاثار (عربی: کتاب الآثار) یکی از کتب حدیثی دارای قدمت است که توسط امام محمد شیبانی (۱۳۲ تا ۱۸۹ هجری قمری) شاگرد ابوحنیفه گردآوری شده‌است.

## شرح
این کتاب به نقل از مکتبة الشاملة شامل تقریباً ۱۰۰۰ حدیث است و یکی از قدیمی‌ترین کتاب‌های حدیثی است که نگاشته شده‌است. این کتاب حاوی احادیث بسیاری است که مستقیماً به پیامبر اسلام حضرت محمد (ص) متصل می‌شود و برخی دیگر از روایات صحابه است. برخی از احادیث آن نیز به شاگردان صحابه منسوب است.

## انتشارات
این کتاب توسط بسیاری از سازمان‌ها در سراسر جهان منتشر شده‌است:
- الآثار امام ابوحنیفه : انتشار: نشر تورات (۲۵ نوامبر 2006)[۵]